# Ibrahim ag Bahanga
Ibrahim Ag Bahanga (originário de Tin-Essako, na região de Kidal no Mali, e morto no deserto de Tamesna em 26 de agosto de 2011) foi um comandante e líder tuaregue. Pertence à tribo tuaregue de Ifoghas, ele era o mais radical dos líderes rebeldes tuaregues no Mali. Faleceu em um acidente de carro e foi sepultado em Inagharous, 40 km ao norte de Tin-Essako.

## Biografia
Na década de 1980, passou por treinamento militar na Legião Verde na Líbia com outros rebeldes tuaregues do Mali e do Níger, depois voltou para o norte do Mali. Na sequência, participou da rebelião tuaregue de 1990-1995, durante a qual combateu no Movimento Popular de Libertação de Azawad (MPLA), posteriormente Movimento Popular de Azawad (MPA).

Após os acordos de paz, foi promovido a cabo do exército maliano, cargo o qual logo abandonou.
Em dezembro de 2001, tomou uma dezena de militares como reféns visando tornar sua aldeia uma comuna, uma demanda que foi atendida, porém Ag Bahanga não pôde reintegrar-se ao exército.
Durante o caso dos 32 reféns ocidentais sequestrados pelo Grupo Salafista para a Pregação e o Combate (GSPC) no deserto argelino em fevereiro de 2003 e que transitaram pelo norte do Mali, Bahanga fez parte de um comitê de negociação constituído pelo presidente maliano Amadou Toumani Touré.
Participou do grande ataque de 23 de maio de 2006 contra duas guarnições em Kidal e Ménaka ao lado do tenente-coronel Hassan Ag Fagaga, acompanhado pelos históricos ex-rebeldes Iyad ag Ghali e Ahmada Ag Bibi. Juntos, eles fundaram a Aliança Democrática de 23 de Maio para a Mudança (ADC). Esse breve levante termina com os Acordos de Argel.
Tornou-se membro do Alto Conselho para as Comunidades na mesma função que Iyad Ag Ghali.
Em 11 de maio de 2007, mais uma vez voltou às manchetes ao atacar um posto de segurança em Tin Zaouatine com rebeldes nigerinos. Ferido durante o ataque, Ibrahim ag Bahanga é transportado por seus homens para Tamanrasset, na Argélia, onde será tratado no hospital.
Em setembro de 2007, formou o grupo dissidente  Alliance touareg du Nord-Mali pour le changement (ATNMC) e entrou em guerra contra o exército maliano por um ano. Em 26 e 27 de agosto, capturou cerca de quarenta militares malianos. Em maio de 2008, atacou o posto militar de Abeïbara e em dezembro do mesmo ano lançou o assalto à guarnição de Nampala. Mas em 19 de janeiro de 2009, sua principal base de retaguarda, localizada em Tinsalak, foi destruída pelo exército do Mali. Três dias depois, foi derrotado em Toulousimine.
Em fevereiro de 2009, encontrava-se em minoria na Aliança Democrática de 23 de Maio para a Mudança, que aceita reintegrar-se no quadro dos Acordos de Argel. O exército maliano persegue e bombardeia suas posições remanescentes, seus acampamentos são destruídos. Ibrahim ag Bahanga foge e se refugia na Líbia em fevereiro.
No início de janeiro de 2011, após dois anos de exílio na Líbia, retornou ao norte do Mali. Na Líbia, aliou-se aos veteranos da rebelião de 1990 que se tornaram oficiais do exército líbio, como o coronel Mohamed Ag Najem. Ele os convence a retornar ao Mali com o máximo de armas e, durante o verão de 2011, os desertores tuaregues vão, armados, para o país.
Faleceu em 26 de agosto de 2011 em um acidente de carro perto da comuna de Intadjedite, no deserto de Tamesna, a caminho da Líbia, no Círculo de Tin-Essako. Seu veículo capotou várias vezes, o motorista escapou com alguns ferimentos, porém Ibrahim morreu no local. O corpo é reconduzido e enterrado pouco depois em In-Agharous, a 40 km ao norte de Tin-Essako.